# Morarji Desai
Morarji Desai (29 de fevereiro de 1896 - 10 de abril de 1995) foi um ativista pela independência da Índia e político indiano. Ocupou o cargo de primeiro-ministro da Índia entre 1977 e 1979, sendo o primeiro a ocupar o cargo, sem estar relacionado com o Congresso Nacional Indiano.

## Biografia
Nasceu em Bhadeli, Valsad, na antiga Presidência de Bombaim (no atual Gujarate). Filho de um professor, formou-se no primário na escola Wilson College de Bombaim, realizou os estudos unversitário na Universidade de Bombaim e em 1918 consegue seu primeiro emprego dentro da administração daquela cidade. Em 1930 abandona seu emprego, e guiado pelos ideais nacionalistas de Mahatma Gandhi, se une ao movimento da luta civil pela independência da índia, o que custou-lhe cerca de cinco prisões em áreas britânicas entre 1930 e 1940. Em 1965 é nomeado Ministro do Comércio e Indústria, cargo que ocupou até renunciar em 1963. Em 1967 ocupa o cargo de vice-primeiro-ministro, demitindo-se em 1969 para ingressar na lista de oposição ao Partido do Congresso liderado por Indira Gandhi. Em 1975, quando Indira Gandhi ocupa um governo de emergência, Morarji Desai é perseguido e preso devido as suas atividades políticas. Após sua saída da cadeia em 1977, forma o partido Bharatiya Janata Party (Partido do Povo Indiano), com o qual ganha as eleições e torna-se o primeiro-ministro daquele ano. Renuncia em 15 de julho de 1979 após a demissão dos membros do partido e um iminente voto de censura, sendo o primeiro desde a independência da Índia a não pertencer ao Partido do Congresso. Posteriormente retira-se da política. Falece em Bombaim em 1995. Foi vegetariano “por nascimento e por convicção.”